# Mugen Souls
Mugen Souls è un videogioco di ruolo sviluppato dalla Compile Heart e pubblicato in America Settentrionale ed in Europa dalla NIS America. A causa di alcuni aspetti del videogioco, la NIS America ha modificato alcuni aspetti del titolo, variando le versioni del gioco uscito nei diversi paesi. Una versione senza censure è stata pubblicata su Nintendo Switch nel 2023.

## Trama
Il protagonista di Mugen Souls, Chou-Chou, pianifica di conquistare l'universo, unendo i sette mondi di cui è composto sotto un unico governo. Viaggiando da un mondo all'altro con il suo fedele compagno Altis, Chou-Chou vuole trasformare i regnanti di ognuno dei sette mondi in propri servi, cercando contemporaneamente di scongiurare i possibili conflitti.